# Günter Struve
Günter Struve (* 6. März 1940 in Bad Bramstedt) war zwischen 1992 und 2008 Programmdirektor des Ersten Deutschen Fernsehens.

## Leben und Wirken
Struve wurde 1940 als Sohn eines Bauern in Bad Bramstedt geboren. Von 1960 bis 1964 studierte er Politikwissenschaften, Geschichte und Volkswirtschaft an der Freien Universität Berlin, wo er 1970 promovierte. Anschließend arbeitete er als Redenschreiber für den späteren Bundeskanzler Willy Brandt und wurde Leiter des Referats Inland im Auswärtigen Amt. 1967 bis 1981 war Struve Büroleiter des damaligen Berliner Bürgermeisters Klaus Schütz sowie von 1973 bis 1977 Senatssprecher und Leiter des Berliner Presse- und Informationsamtes und ab 1977 Staatssekretär für kulturelle Angelegenheiten und Senatsbeauftragter für die Filmförderung. 1985 wurde er Programmdirektor Fernsehen beim Westdeutschen Rundfunk und 1992 als Nachfolger von Dietrich Schwarzkopf Programmdirektor für das ARD-Gemeinschaftsprogramm Das Erste. Im November 2008 wurde er abgelöst vom vorherigen NDR-Fernsehdirektor Volker Herres. Seither arbeitet er als Berater für das Verbindungsbüro von ARD und Telepool in Los Angeles. Von März 2009 bis Oktober 2010 war Struve einer von drei Moderatoren der MDR-Talkshow Riverboat.

## Kritik
Struve wurde an diversen ARD-Skandalen eine Mitverantwortung zugewiesen, unter anderem nach aufgedeckter Schleichwerbung in ARD-Vorabendproduktionen oder einem umstrittenen „Mitwirkendenvertrag“ mit dem später unter Dopingverdacht stehenden Radrennfahrer Jan Ullrich. Während seiner Amtszeit wurde der Großteil der Informationssendungen im Ersten von der Prime Time in den späten Abend verschoben und gekürzt.
Der Negativpreis Der Goldene Günter wird in Anlehnung an Günter Struve jährlich vom DWDL.de vergeben.